# Komödianten
Komödianten is een Duitse dramafilm uit 1941 onder regie van Georg Wilhelm Pabst. 

## Verhaal
In de 18e eeuw verheft actrice Caroline Neuber het Duitse toneel tot kunst. Ze staat aan het hoofd van een rondtrekkend toneelgezelschap en weet het een beter aanzien te geven. Daarvoor offert ze echter ook haar persoonlijk geluk op.

## Rolverdeling
| Acteur              | Personage                           |
| ------------------- | ----------------------------------- |
| Käthe Dorsch        | Caroline Neuber                     |
| Hilde Krahl         | Philine Schröder                    |
| Henny Porten        | Amalia von Weißenfels               |
| Richard Häußler     | Baron Armin von Perckhammer         |
| Gustav Diessl       | Ernst Biron                         |
| Friedrich Domin     | Johann Neuber                       |
| Ludwig Schmitz      | Müller                              |
| Lucy Millowitsch    | Demoiselle Lorenz                   |
| Bettina Hambach     | Victorine                           |
| Walter Janssen      | Koch                                |
| Viktor Afritsch     | Graaf Paul Teuchan                  |
| Kurt Müller-Graf    | Gotthold Ephraim Lessing            |
| Harry Langewisch    | Professor Gottsched                 |
| Arnulf Schröder     | Klupsch                             |
| Hans Stiebner       | Schröder                            |
| Kurt Stieler        | Kamerheer van de hertogin           |
| Erich Dunskus       | Generaal van de hertog van Koerland |
| Karin Evans         | Vera                                |
| Janne Furch         | Komediant                           |
| Ullrich Haupt       | Komediant                           |
| Nikolai Kolin       | Dronken Rus                         |
| Leopold von Ledebur | Russische veldmaarschalk            |
| Ernst Legal         | Lijfarts van de tsarin              |
| Reginald Pasch      | Russische begeleider                |
| Erna Sellmer        | Min van Armin                       |
| Alexander Ponto     | Kohlhardt                           |
| Sonja-Gerda Scholz  | Komediant                           |